# أوفنهاوزن
أوفنهاوزن (بالألمانية: Offenhausen) هي بلدية في منطقة ويلس لاند في ولاية النمسا العليا.